# Eselsbrunnen (Eisenach)

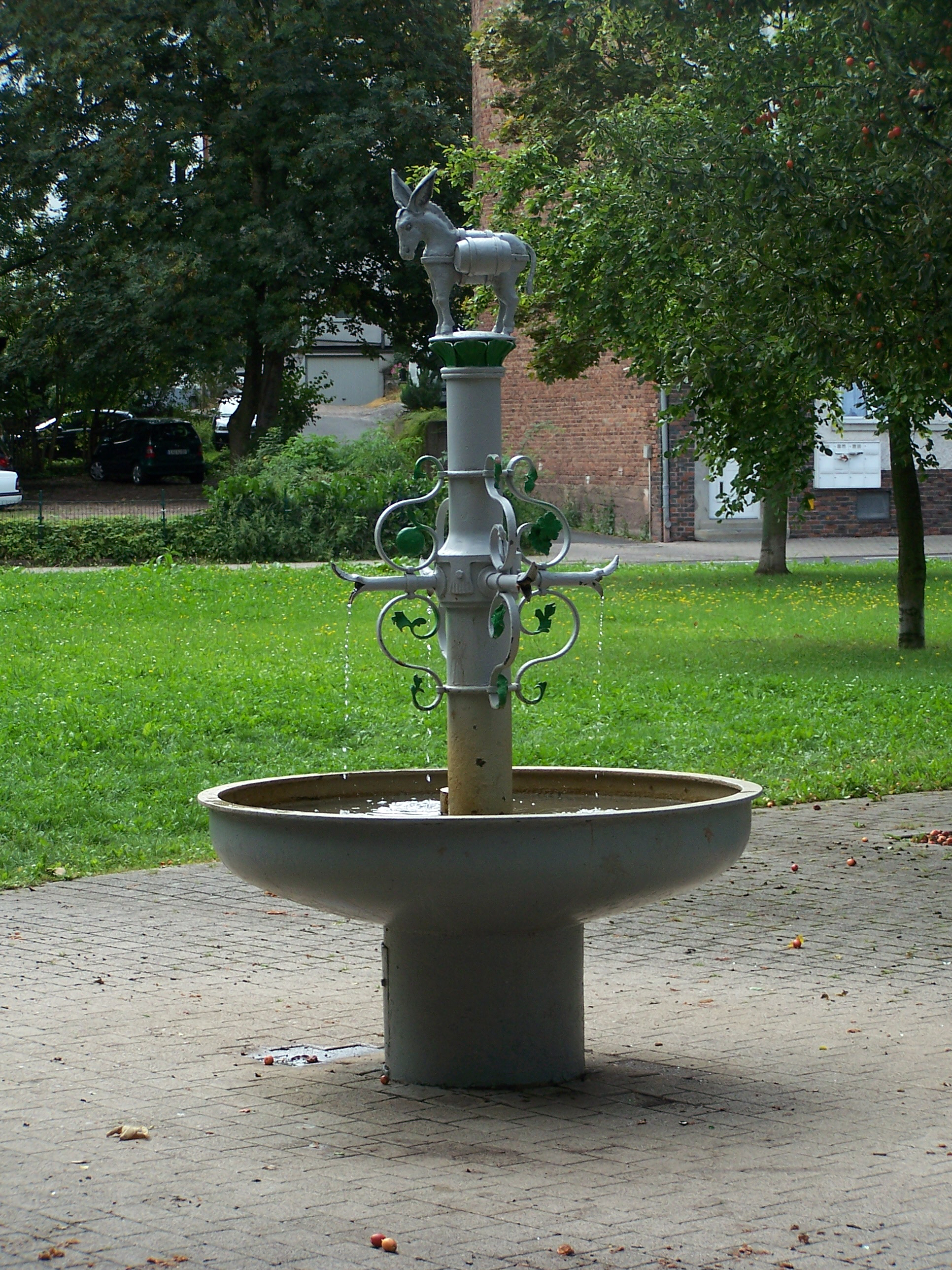
Der Eselsbrunnen im Goethegarten

Der Eselsbrunnen steht am Rande der Altstadt von Eisenach im Goethegarten nahe der Stadtmauer.

## Geschichte
Der Laufbrunnen wurde 1986 von dem Eisenacher Kunstschmied Günther Laufer geschaffen und im Garten des Eisenacher Rathauses aufgestellt. Am 8. August 1986 wurde er feierlich eingeweiht. Im Vorfeld der Sanierung und Erweiterung des Rathauses wurde der Brunnen versetzt und befindet sich seit Juni 1992 unweit des Palais Bechtolsheim an der ehemaligen Stadtmauer.
Wegen Korrosionsschäden wurde der Brunnen 2018 außer Betrieb genommen, im Herbst 2019 abgebaut und durch den Bauhof der Stadt restauriert. Er erhielt neue Wasserleitungen und teilweise eine neue Mittelsäule sowie eine vor erneuter Korrosion schützende Pulverbeschichtung.